# 山頂酒店
山頂酒店（英語：The Peak Hotel）是香港19世紀後期至20世紀前期一所主要酒店，位於太平山山頂，即現時山頂廣場的位置。

## 歷史
山頂酒店由蘇格蘭商人亞歷山大·芬梨·史密夫（英語：A. F. Smith，即其後山頂纜車創辦人）開設。
酒店原名為Dunheved於1875年落成啟用，史密夫在1888年山頂纜車啟用同年購入並改名為山頂酒店。後經易手及多次擴建成大型建築群。其主要競爭對手是位於山腳的中環香港大酒店。
酒店座落山頂最佳景觀位置，一個方向可欣賞維多利亞港及兩岸景色，另一方向可欣賞面向南丫島的薄扶林。1922年被香港上海大酒店全購。由於陳年過舊，酒店於1936年8月31日起停業，並於1938年拆卸。酒店舊址曾於1949年以64萬7千元公開拍賣，但無人競投。

## 圖片集

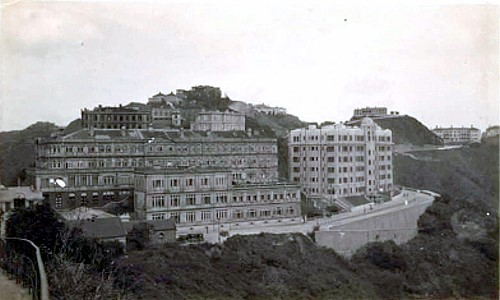
1930年代山頂酒店全貌
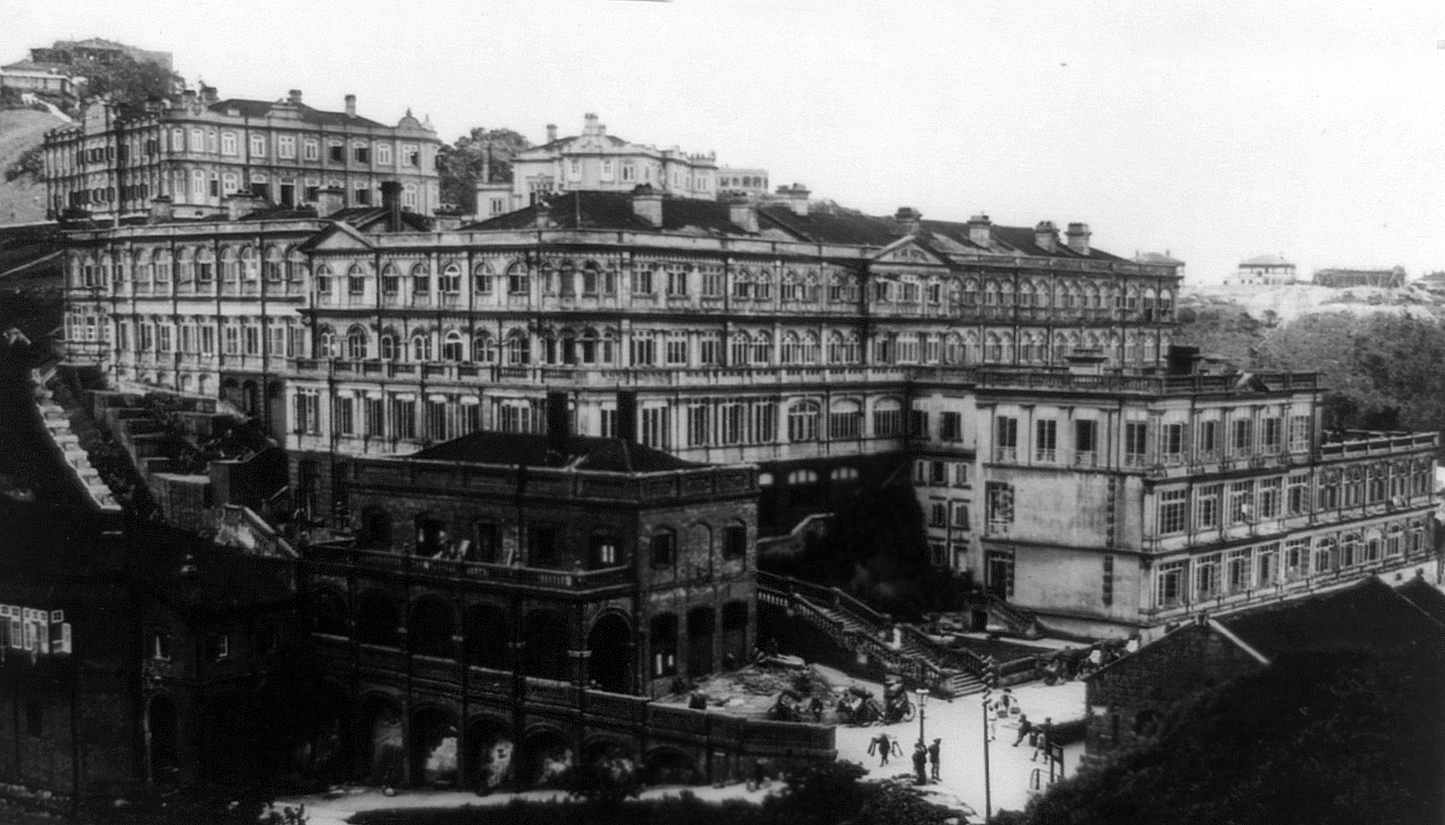
山頂酒店側面

## 外部連結
- 香港山頂：山頂歷史
- 大紀元時報：香港掌故【交通工具─纜車】[]